# Cappella musicale di San Zeno
La cappella musicale di San Zeno è un coro attivo nella basilica di San Zeno a Verona.

## Storia
La presenza di una cappella musicale nell'abbazia di San Zeno è attestata da alcuni documenti, i quali riferiscono la presenza di cantori e musici già nell'XI secolo, quali Stefano e Adelardo, provenienti dalla Schola della Cattedrale. Altri documenti testimoniano invece come, più tardi, furono attivi Ardizzone (tra il 1264 e il 1281), Alberto (tra il 1282 e il 1289) e il Magister Ugolinus (nel 1282); quest'ultimo fu, tra l'altro, il primo musicista laico di cui si abbia notizia.
La fondazione di un coro polifonico parrocchiale avvenne nel 1964 ad opera di Aleardo Zecchini, che ne rimase direttore per quasi quarant'anni, fino al 2002. Gli seguirono Francesco Pagnoni (direttore dal 2002 al 2009), Gianpaolo Dal Dosso (dal 2009 al 2013) e infine Aldo Piubello (dal 2013).